# 保加利亞薩瓦納鰍
保加利亞薩瓦納鰍為輻鰭魚綱鯉形目鰍科的其中一種，為温帶淡水魚，分布於歐洲保加利亞多瑙河流域，體長可達12公分，棲息在大型河川下游的底層水域，生活習性不明。

## 扩展阅读
維基物種上的相關：保加利亞薩瓦納鰍